# 石道寺
石道寺（しゃくどうじ）は、滋賀県長浜市にある真言宗豊山派の寺院。山号は己高山。
作家井上靖が、小説「星と祭」の中で当寺の観音像の姿を村の若い娘に例えたことで知られる。

## 歴史
旧木之本町の東方にある己高山（こだかみやま、923m）の山頂および西麓一帯には、古代から中世にかけて多くの寺院が建立され、天台系山岳信仰の聖地であった（「鶏足寺」の項も参照）。石道寺も己高山関連寺院の一つで、もとは現在地よりさらに1kmほど東の山中にあったが、大正3年（1914年）本堂を現在地に改築し、石道観音堂を合併し新石道寺が誕生した。寺は地区住民により管理されている。

## 文化財
重要文化財
- 木造十一面観音立像 - 像高173cm。平安時代後期の作とみられる穏やかな作風の像である。
- 木造持国天・多聞天立像
- 刺繍種子幡 14旒（りゅう）

## 交通

### 自動車
- 北陸自動車道木之本インターチェンジから15分。

### 鉄道
- 北陸本線木ノ本駅からバス井明神停留所下車徒歩10分。